# アート・ドキュメンテーション学会
アート・ドキュメンテーション学会（アート・ドキュメンテーションがっかい、英称: Japan Art Documentation Society、略称: JADS）とは、2005年4月に設立された図書館や博物館・美術館におけるドキュメンテーションに関する学会である。前身は1989年4月発足のアート・ドキュメンテーション研究会。
日本学術会議協力学術研究団体。
国際図書館連盟協会会員。

## 概要
アート･ドキュメンテーション学会は、美術図書館員・美術資料アーキヴィスト・学芸員を中心とした学術団体で、Art Libraries Society of North AmericaやARLlS/United Kingdom (UK) & IrelandといったARLIS（Art Libraries Society）の日本版にあたる活動を開始し、さらに美術・芸術領域資料のドキュメンテーション、またデジタル・アーカイヴィングに関する研究を展開している。
年次大会、秋季研究集会、見学会などを開催し、年刊学会誌『アート・ドキュメンテーション研究』と季刊通信誌「アート・ドキュメンテーション通信」を刊行。またSIGは日常活動として定期的に会員交流活動・研究報告会を行っている。

## 組織
2019-2020年度役員
会長 : 赤間亮 （立命館大学）
幹事長 : 古賀崇 （天理大学）

## SIG（Special Interest Group）
デジタルアーカイブサロンSIG、美術館図書室SIGの２つがある。

## 沿革
- 1988年10月 - 第1回美術図書館を考える会開催
- 1989年
  - 2月 - 第3回美術図書館を考える会にてアート･ドキュメンテーション研究会への名称変更が決定
  - 4月 - アート・ドキュメンテーション研究会が発足
- 1992年3月 - 論文誌『アート・ドキュメンテーション研究』が創刊
- 2005年4月 - アート・ドキュメンテーション学会へ名称変更

## 大会・研究集会等
毎年6月頃に年次大会と研究集会があり、2008年から年次大会での発表数の増加を受けて秋季研究集会が設けられた。
このほか、関西地区部会とSIGに研究会がある。